# Pumori
Pumori (nepali: पुमोरि) (Pumo Ri) er et bjerg på grænsen mellem Nepal og Tibet. Pumori ligger otte kilometer vest for Mount Everest. Pumori betyder på sherpa "Bjergdatteren". Bjergbestigere referer sommetider til Pumori som "Everest's datter". George Mallory kaldte bjerget for "Clare Peak" opkaldt efter sin datter.
Bjerget blev første gang besteget af Gerhard Lenser i 1962. Siden har næsten 500 mennesker besteget bjerget. Det har kostet 42 menneskeliv.
Tæt på Pumori ligger Kala Paathar, som er en populær top for mange vandrere i området.
- Pumori